# Hydractinia granulata
Hydractinia granulata är en nässeldjursart som beskrevs av Hirohito 1988. Hydractinia granulata ingår i släktet Hydractinia och familjen Hydractiniidae. Inga underarter finns listade i Catalogue of Life.